# Céltiga Fútbol Club
El Céltiga Fútbol Club és un club de futbol gallec del municipi d'A Illa de Arousa, a la província de Pontevedra. Actualment juga al grup 1 de la Tercera divisió.

## Història
Fundat el 1921 és un dels equips més antics de Galícia. En els últims 30 anys ha jugat sobretot a les categories regionals (Preferent i Primeira Rexional), però també ha jugat 14 temporades a Tercera Divisió. El seu millor resultat va ser a la temporada 1984-85, quan va acabar en cinquena posició.

## Estadi
El Céltiga juga els seus partits com a local al Campo Salvador Otero, amb capacitat per 1.500 espectadors.

## Dades del club
- Temporades a Primera: 0
- Temporades a Segona: 0
- Temporades a Segona B: 0
- Temporades a Tercera Divisió: 14 (comptant la 2016-17)